# Roger IV de Apulia
Roger IV (1152–1161) fue el hijo mayor del rey de Sicilia Guillermo I y de Margarita de Navarra. Como correspondía a su primogenitura, fue nombrado duque de Apulia y Calabria por su padre el rey. 
Dos veces en su corta vida de nueve años Roger fue objeto del intento de los barones sicilianos de sustituir a su padre como rey. Sobre cuándo fue nombrado duque de Apulia, se desconoce, probablemente después de la asunción de su padre como rey en 1154: tendría entonces dos años de edad. 
En 1156, cuando solo tenía tres años, los barones opuestos a Mayón de Bari, el ammiratus ammiratorum (almirante de almirantes) del rey,
comenzaron a tomar en consideración eliminar no solo al almirante, sino también al propio rey, y poner al infante Roger en el trono. Mientras el rey fuera menor de edad, los barones podrían librarse del control real, lo que se adaptaba muy bien a sus planes. En 1161, después del asesinato en Palermo de Mayón en noviembre de 1160 a manos del líder de los levantiscos nobles sicilianos, Mateo Bonello, los barones rebeldes asaltaron el palacio real dirigidos por dos de propios parientes del rey Guillermo I: Simón, su medio hermano bastardo y príncipe de Tarento, que había sido expulsado de Tarento por el rey al principio de su reinado, y Tancredo de Lecce, su sobrino bastardo (hijo ilegítimo del duque de Apulia y Calabria Roger III de Apulia) y conde de Lecce. Capturaron al rey junto con toda su familia, que salvó su vida gracias a Ricardo de Mandra, e hicieron desfilar al pequeño de nueve años Roger por las calles de Palermo, mientras anunciaban su coronación en la catedral para tres días después.
Por las razones no enteramente sabidas, el populacho de Palermo apoyó la sucesión del trono en la persona de Simón, el anterior príncipe de Tarento, mientras el rey Guillermo I permanecía en manos de los conspiradores, que pretendían asesinarlo o simplemente deponerlo. Pero el pueblo y el ejército se reunieron alrededor de su rey, que recuperó el poder, aplastó a los barones rebeldes cegando a su líder, Mateo Bonello, y en una corta campaña redujo el resto del Regno.
Durante la liberación del rey, el palacio de Palermo fue asaltado. En la batalla que siguió, el joven Roger IV fue muerto, ya sea por una flecha rebelde clavada en su ojo, o, como el historiador medieval contemporáneo Falcando nos asegura, por las repetidas patadas que su padre, el rey Guillermo I le propinó, rabioso por la traición de su hijo. Hugo Falcando no era, ciertamente, su cronista amigo (es el responsable del apodo de Guillermo I el Malo). 
Roger IV fue enterrado en la Catedral de Palermo, como más tarde lo fue su hermano Enrique, príncipe de Capua. Fueron luego trasladados a la capilla de Santa María Magdalena de la Catedral de Monreale.